# Aloe downsiana
Aloe downsiana là một loài thực vật có hoa trong họ Măng tây. Loài này được T.A.McCoy & Lavranos mô tả khoa học đầu tiên năm 2007.